# Satellite atmosferico

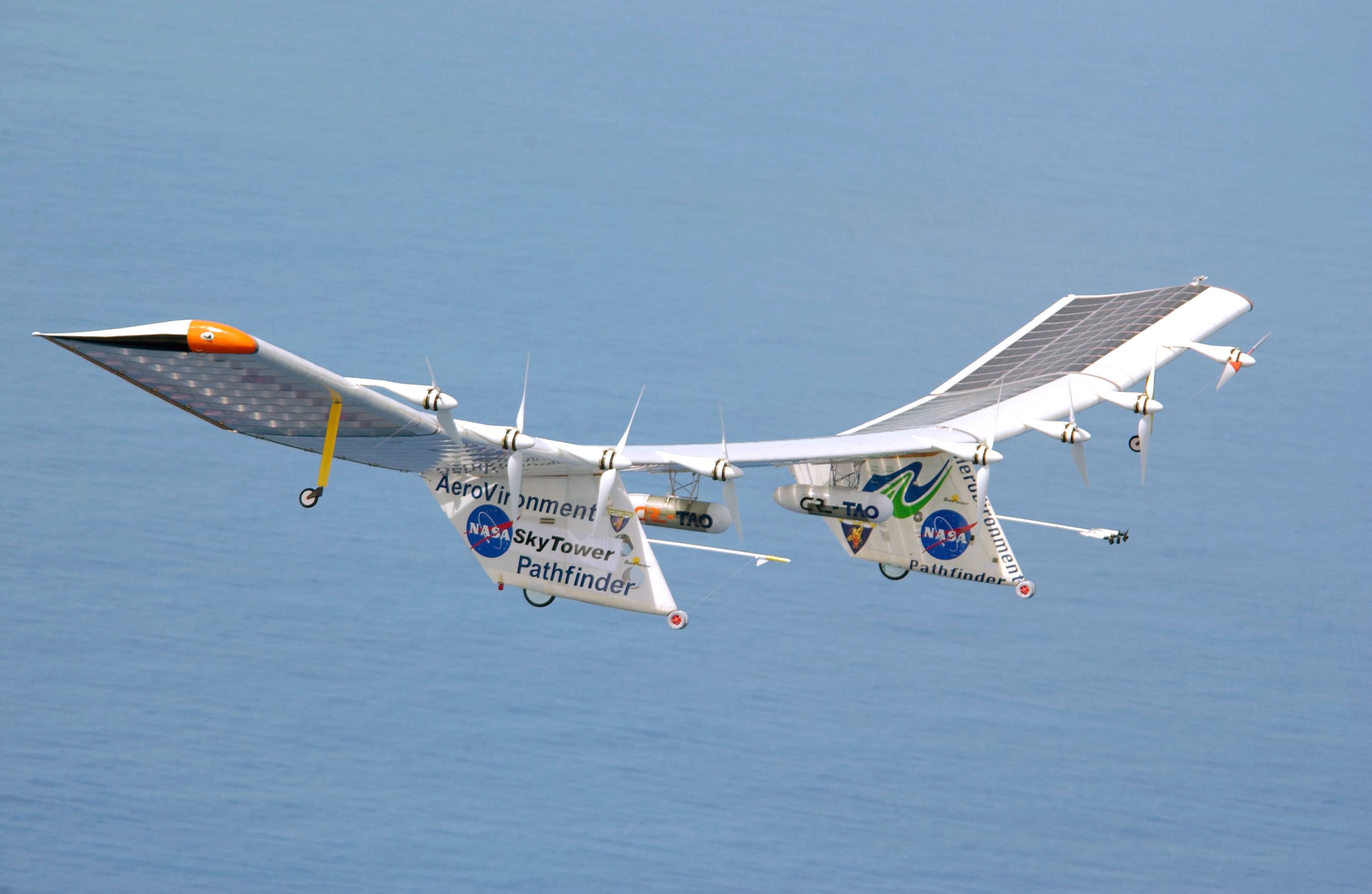
NASA Pathfinder Plus

Un Satellite atmosferico (dall'espressione atmospheric satellite in uso negli Stati Uniti dove è abbreviato atmosat) o pseudo-satellite (uso britannico) è un aeromobile che opera nell'atmosfera ad alta quota per lunghi periodi di tempo, fornendo servizi in modo analogo a un satellite artificiale orbitante nello spazio.
I satelliti atmosferici persistono in quota grazie alla portanza atmosferica, sia aerostatica (palloni) o aerodinamica (aeroplani). Al contrario, i satelliti convenzionali in orbita terrestre operano nel vuoto dello spazio e rimangono in volo grazie alla forza centrifuga derivata dalla loro velocità orbitale.

## Principi di progettazione
Un atmosat rimane in quota grazie alle correnti ascensionali. I satelliti in orbita terrestre bassa e propri sono costosi da costruire e lanciare e qualsiasi modifica alla loro orbita richiede il consumo della loro scorta di carburante estremamente limitata. I satelliti atmosferici volano molto lentamente e possono fornire i loro servizi in modo più economico e con maggiore versatilità.
Si prevede che le altitudini operative siano nella tropopausa, a circa 20 chilometri, dove i venti sono generalmente inferiori a 10 km/h e le nuvole non bloccano la luce solare.
Per rimanere in volo per lunghi periodi, i progetti della NASA e della Titan Aerospace utilizzano aeroplani elettrici a elica alimentati da celle solari, contrariamente al Project Loon di Google che prevede l'utilizzo di palloni ad alta quota pieni di elio.

### Satelliti atmosferici costruiti
- Lockheed-Martin ha prodotto un dimostratore HALE (High-altitude long endurance), che è stato il primo di questo tipo. Il veicolo HALE-D è stato lanciato il 27 luglio 2011 per operare da una posizione più alta della corrente a getto in posizione geostazionaria. L'HALE-D doveva funzionare come piattaforma di sorveglianza, come relay per le telecomunicazioni o come osservatorio meteorologico.[3]

- Il Northrop Grumman RQ-4 Global Hawk è un esempio di UAV HALE. Un totale di 42 di questi sono in servizio con l'United States Air Force, a partire dal 1998.[4] Come payload ci sono un radar e dei sensori elettro-ottici e infrarossi, che gli consentono di sorvegliare fino a 100.000 km2 in un giorno.

- BAYRAKTARs AKINCI, appartenente alla classe HALE, entrerà in servizio nel 2021.[5]

- L'aereo d'alta quota Proteus opera ad altezze di circa 20 chilometri, mentre trasporta un 1.100 kg di peso, per una durata massima di 18 ore.[6]